# یوکو سوینی
یوکو سوینی (فنلاندی: Jouko Soini؛ زادهٔ ۲ مارس ۱۹۵۶) بازیکن فوتبال اهل فنلاند بود.
از باشگاه‌هایی که در آن بازی کرده‌است می‌توان به باشگاه فوتبال هلسینکی اشاره کرد.
وی همچنین در تیم‌های ملی فوتبال فنلاند، و فنلاند، بازی کرده‌است.